# Hablingbo distrikt
Hablingbo distrikt är ett distrikt i Gotlands kommun och Gotlands län. 
Distriktet ligger på sydvästra delen av Gotland.

## Tidigare administrativ tillhörighet
Distriktet inrättades 2016 och utgörs av socknen Hablingbo.
Området motsvarar den omfattning Hablingbo församling hade vid årsskiftet 1999/2000.